# PPG Industries

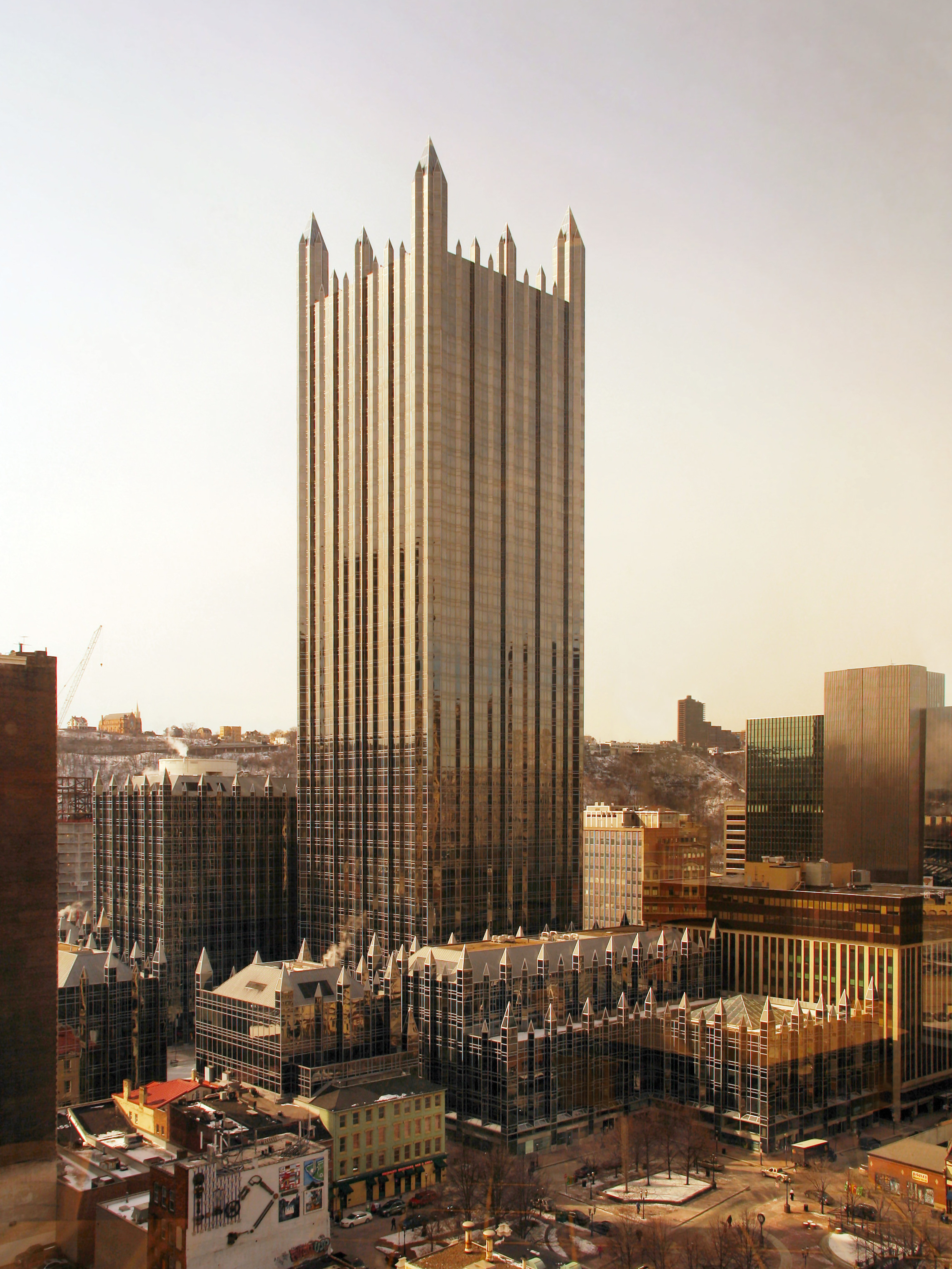
Firmensitz von PPG in Pittsburgh

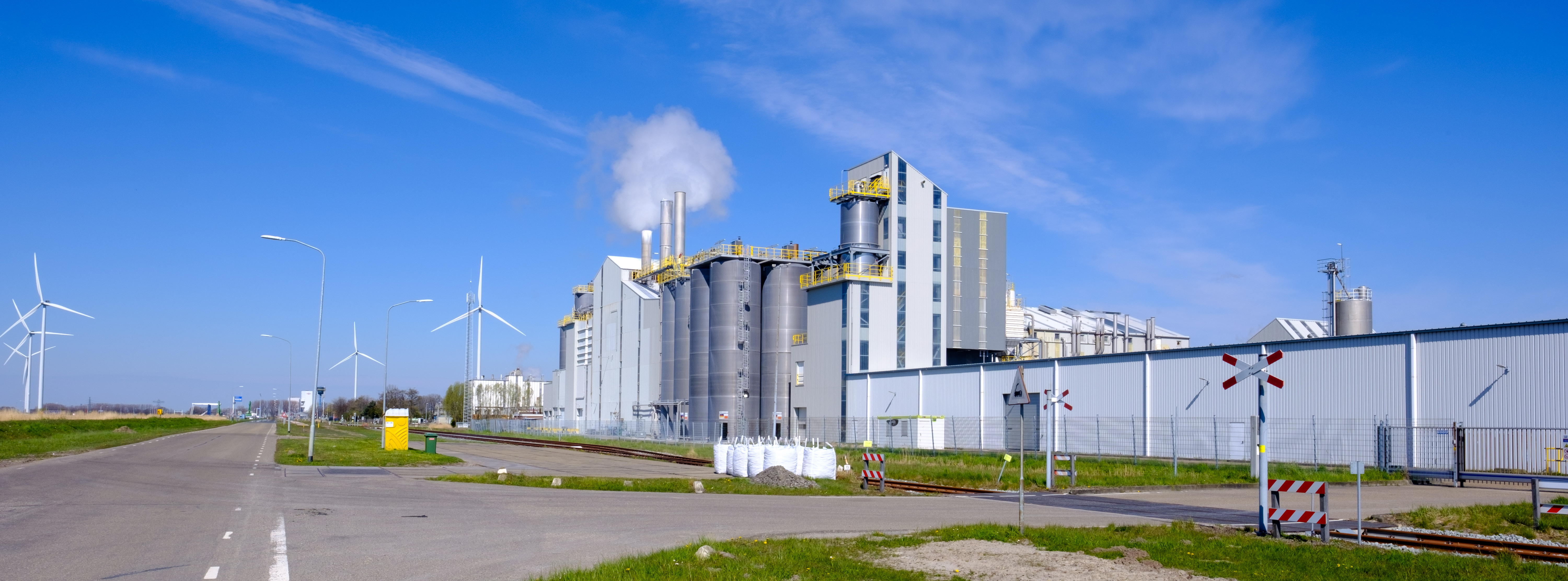
Chemiepark De Valgen-PPG in Delfzijl, Niederlande

PPG Industries (PPG von Pittsburgh Plate Glass Co.) ist ein US-amerikanischer Hersteller von Kunstglas- und Chemieprodukten mit Sitz in Pittsburgh, Pennsylvania im Hochhaus PPG Place. Das Unternehmen ist im S&P 500 gelistet und beschäftigt rund 47.000 Mitarbeiter.
Es wurde 1883 in Pittsburgh unter dem Namen Pittsburgh Plate Glass Co. (deutsch etwa Pittsburgh Flachglas-Werke & Co.) gegründet.

## Geschichte
Im Automobilbereich Europas (Peugeot, Renault u. a.) teilten sich 1980–1995 die Konkurrenten Hoechst AG (Geschäftsbereich G) und die französische PPG Industries France die verfügbaren Kapazitäten. In Deutschland z. B. in Wuppertal, vertreten durch PPG Industries Lackfabrik GmbH, ehem. Lackwerke Wülfing.
Im Oktober wurde die Glassparte des Konzerns an den mexikanischen Mitbewerber Vitro verkauft.
Im Januar 2019 übernahm PPG den deutschen Lackhersteller Hemmelrath.

## Produkte
Zu den Produktbereichen gehören nichtmineralische Gläser für Kraftfahrzeuge, Glasfasern, Flachglas, auch bruchsichere Gläser für die Automobil- und Raumfahrtindustrie. Daneben werden Kunstharze, Farben und Autolacke, Chemikalien sowie Beschichtungswerkstoffe für die Raumfahrt, Architektur und Industrie hergestellt.
PPG war teilweise auch auf dem Gebiet der Medizintechnik tätig. Ende der 1970er kaufte das Unternehmen den deutschen Hersteller Fritz Hellige & Co. GmbH auf, welches fortan unter PPG Hellige firmierte. Im Jahr 1996 wurde diese Sparte an Marquette Medical Systems weiterverkauft.

## Sonstiges
Im Jahre 1987 gab PPG als Sponsor der amerikanischen Cart-Rennen die Ferrari-Studie Ferrari P.P.G. als Pacecar für die Saison 1988 in Auftrag. Entworfen wurde das Fahrzeug vom italienischen Unternehmen I.D.E.A. als 2+2-Sitzer auf Basis der Mondial-Bodengruppe unter Verwendung gewichtsreduzierender kohle- und kevlarfaserverstärkter Kunststoffe.
PPG unterstützte die CART-Rennserie, indem Pacecars bereitgestellt wurden. Der bekannteste war der zwischen 1981 und 1984 in Zusammenarbeit mit Chrysler und der Engineering-Firma Specialized Vehicles, Inc. (SVI) entstandene Dodge M4S. Das Konzeptfahrzeug war außerdem Inspiration für das Filmauto im Film Interceptor.